# Put Out the Fire
«Put Out The Fire» (Alto Al Fuego) es una canción escrita por Brian May, guitarrista de la banda de rock inglesa Queen, y realizada e incluida en el álbum Hot Space en el año 1982.

## Historia
"Put Out the Fire" es una canción anti-arma de fuego escrita por May, con voces principales de Mercury, con May cantando voces principales en falsete al final de cada verso. May escribió y grabó su solo de guitarra bajo la influencia del alcohol (después de muchos intentos fallidos). La canción nunca fue realizada ni lanzada como sencillo, pero es la que se acerca más al sonido "tradicional" de Queen en todo el álbum, luego la canción fue incluida más tarde en 1997 en el recopilatorio Queen Rocks. También se produjo un nuevo vídeo para la compilación de vídeo que lo acompaña, con una presentación en vivo de la canción, intercalar con imágenes de fuego y explosiones.
El tema es el lado B de Calling All Girls en los Estados Unidos.

## Interpretaciones y actuaciones en vivo
La canción fue interpretada en vivo usualmente de manera frecuente durante el Hot Space Tour y se puede apreciar en el DVD Queen on Fire - Live at the Bowl pero en el bonus extra que posee la grabación es de un concierto en Tokio, Japón, en el cual se presentó y se tocó la canción.

## Créditos
- Escrita por: Brian May
- Producida por: Queen y Mack
- Músicos:
- Freddie Mercury: voz líder y coros, maracas
- Brian May: guitarras, coros
- John Deacon: bajo
- Roger Taylor: batería, coros, maracas

- Datos: Q1241789